# 智慧型電源模組
智慧型電源模組（英語：Intelligent power module，简称IPM）是一種電力設備的控制方式，是指把各個電力單元內部每個功能分别區間（如變頻器等）、智能控制。

## 作用
透過分開控制，確保全個設備不會被一個故障區間所影響。

## 使用車輛
- 相鐵10000系電力動車組